# Hubertus Carl Frey
Hubertus Carl Frey (* 29. Mai 1929 in Breslau; † 23. Oktober 2003 in Stuttgart) war ein deutscher Grafikdesigner und Art Director.

## Name und Erscheinung
Aus der phonetischen Form der Anfangsbuchstaben seiner Vornamen H und C erschuf er seinen amtlich eingetragenen Künstlernamen hace. Mit diesem – konsequent klein geschrieben – machte er sich bekannt und wollte ausschließlich so ohne den Zusatz "Herr" angesprochen werden.
Trotz seiner geringen Körpergröße war hace eine sehr charismatische Person. Um seinen Wiedererkennungswert zu steigern erschuf er sein persönliches Corporate Design, welches aus seinem Bart und seiner übergroßen Hornbrille bestand. Beide blieben zeitlebens unverändert, die Brille ließ er nach Schäden immer wieder aufs Neue reparieren. Zu seiner "menschlichen Visitenkarte" gehörte außerdem das Fahren eines Porsche, wobei er kurz vor seinem Tod auf einen Mercedes SL umstieg, mit der Begründung, dieser sei bequemer. Aus typografischer Sicht war der Punkt am Ende jeder Überschrift, Bildunterschrift oder Adresse sein Markenzeichen. Dieser findet sich auch in einigen von ihm gestalteten Logos wieder.

## Leben und Wirken
Hace geriet 1945 im Alter von 15 Jahren in sowjetische Kriegsgefangenschaft, aus der er zwei Jahre später mit gesundheitlichen Schäden entkam. Nach seiner Ausbildung zum Bühnenbildner am Hohenzollerischen Landestheater, der Arbeit als Kabarettist in Werner Fincks "Mausefalle" und einem Grafik-Design-Studium an der Freien Kunstschule Stuttgart, arbeitete er ab 1953 als freischaffender Designer und Art Director. Hace zählt neben Kurt Weidemann und Anton Stankowski zu den bekanntesten Stuttgarter Grafikdesignern. Er war Gründer und zwei Jahre lang Chefredakteur von Format, Zeitschrift für verbale und visuelle Kommunikation, für zwei Jahre grafischer Redakteur der Idoc Rom, ferner Gastdozent an der Freien Kunstschule Stuttgart. Außerdem hielt er Vorträge im Art-Zentrum in Prag und im Design-Center Stuttgart.
Hace engagierte sich gegen Rechtsextremismus.

## Auszeichnungen
Im Laufe seines Lebens erhielt hace über 20 Auszeichnungen und Medaillen, darunter:
- Goldmedaille für die Werbung von Behr (16. World Conference ICIT)
- Silbermedaille für die Behr-Fachanzeigen (13. World Conference ICIT)
- Silbermedaille für graphische Konzeption "Qualität aus Baden-Württemberg" (16. World Conference der International Chain of Industrial and Technical Advertising Agencies)
- Silbermedaille 1964 und 1967 des Jahrespreis für beispielhafte Anzeigengestaltung[8]
- 29. Mai 1999 Ehrenmitglied im Berufsverband der deutschen Kommunikationsdesigner (früher BDG)
- 13. März 2001 Verdienstkreuz am Bande für seine Verdienste als Grafik-Designer, überreicht von Klaus von Trotha, damaligem Minister für Wissenschaft, Forschung und Kunst des Landes Baden-Württemberg.[6][9][10]

## Arbeiten

UHU-Logo

LOEWE-Logo

Kohlhammer-Logo

KÄRCHER-Logo

Jenoptik-Logo

SCHIESSER-Logo

Hace gilt als der Erfinder des Jahres-Wandkalenders, der auch im Museum of Modern Arts ausgestellt wurde.
Er entwarf außerdem die Erscheinungsbilder folgender Unternehmen und Institutionen:
- ADIG Investment, Düsseldorf
- AGO Jena, Aufbaugesellschaft Ost-Thüringen, Jena
- Allianz-Film GmbH, Frankfurt am Main
- Apura Hygieneautomaten und Papiere, Mannheim
- ATI. Autoglas, Iser GmbH, Stuttgart–Berlin
- Bauknecht Kühlschränke, Stuttgart
- Behr International, Möbelfabrik Wendlingen
- Berliner Transport-Betriebe, Berlin
- Brauerei A. Bilger Söhne, Gottmadingen
- Bühner Kalender-Verlag, Stuttgart
- Burger-Stumpen, Spaichingen (inzwischen Burger Söhne Holding AG)
- Datenzentrale Baden-Württemberg, Stuttgart
- Deutsche Galvanozincgesellschaft mbH
- Deutsche Grammophon-Gesellschaft, Hamburg
- Diplona Haarpflegemittel, Obergünzburg
- Erhardt-Papiergroßhandel, Karlsruhe
- Europharma GmbH, Karlsruhe
- Fahrzeugfabrik Robert Schenk, Stuttgart
- Fernsehwerbeausschuss, Stuttgart
- Freistaat Sachsen, Staatsministerium Dresden
- Gemeinde Frickenhausen
- Hammans. A Lawson Mardon company, Düren
- Hammer-Ski, Sportgeräte, Bad Mergentheim
- Hermann Stukateurbetrieb, Stuttgart
- Higro-Werbung, Fellbach
- Hotel Residenz, Berlin-Motzen
- Idoc International Document Center, Rom
- IPG. Industriepark Gottmadingen AG, Singen
- Jenoptik. Unternehmensgruppe, Jena[14][15]
- Judson-Kompressor Munz KG
- Kärcher, Winnenden
- Kempf & Seifried Dämmsysteme, Krauchenwies
- Kinessa Chem. Fabrik, Göppingen
- Kohlhammer Verlag, Stuttgart
- Landeskreditbank Baden-Württemberg, Karlsruhe
- L-Bank, Karlsruhe–Stuttgart[16]
- LOEWE Technologies, Kronach
- Ludwigsburger Kreiszeitung, Ludwigsburg[9]
- Maul-Belser Medienverbung, Nürnberg
- Mineralbrunnen AG. Bad Teinach
- Mon Chéri, Ferrero
- Omira Milchwerke, Ulm–Ravensburg
- Papierfabrik Fleischer, Eislingen
- Porzellanfabrik Weiden Gebr. Bauscher, Weiden
- Qualität aus Baden-Württemberg, Landw. Ministerium Stuttgart
- Rotopack Faltschachteln, Stuttgart
- Sächsische Aufbaubank, Dresden
- Sayle-Verlag, Stuttgart
- Schiesser AG, Radolfzell
- Sächsisches Staatsweingut Schloss Wackerbarth, Radebeul
- Schüle-Nudelwerke
- Schwabenlandhalle Fellbach
- Siedlungswerk Familienwerk Erzdiözese Freiburg
- Skoda PWKs und Nutzfahrzeuge
- Stadt Fellbach
- Stadt Nürtingen
- Stadt Wendlingen am Neckar[17]
- Steinmann Fachzentrum, Stuttgart
- Stuttgarter Bank, Stuttgart (später Volksbank Stuttgart)
- Stuttgarter Gardinenfabrik, Herrenberg
- Süddeutscher Rundfunk, Stuttgart
- Südwestdeutsche Rundschau
- Tridelta AG. Technisches Porzellan, Hermsdorf (siehe Porzellanwerk Kloster Veilsdorf)
- TÜV Südwest, Mannheim–Stuttgart[18]
- UHU GmbH & Co. KG
- Valan-Werke, Saarbrücken
- VWH. Verband der Württembergischen Holzindustrie, Stuttgart
- Wega Radio Television, Fellbach
- Werb' Günther GmbH, Stuttgart
- WLZ-Raiffeisen Aktiengesellschaft, Stuttgart (später BayWa)
- Zanker Waschmaschinen, Tübingen
- Zewa, Zellstoff Waldhof, Mannheim (später Papierwerke Waldhof-Aschaffenburg)

## Mitgliedschaften
- Mitglied des International Center for the Typographic Arts (ICTA)
- Mitglied des Deutschen Werkbundes (DWB)
- 15 Jahre Mitglied in der Designgruppe Behr international
- Ehrenmitglied des Berufsverband der deutschen Kommunikationsdesigner (früher BDG). Überreichung der Urkunde und goldenen Anstecknadel am 14. Juli 1999 von Vizepräsident Jack Eichert
- Mitglied der Freien Kunstschule Stuttgart e. V.[6]

## Typografie
Wie auch Otl Aicher beschäftigte sich hace mit der semantischen Typografie, worunter er beispielsweise auch das Umbrechen eines Textes nach Sinneinheiten verstand. Er setzte Text daher meist im Flattersatz.
Er überarbeitete außerdem die 1905 von Ludwig & Mayer herausgebrachte Schrift "Radium" und brachte sie 1967 unter dem Namen "Charleston" auf den Markt. Die im Internet kostenlos verfügbare Schriftart "Charleston" weicht allerdings deutlich von hace’s Original ab.

## Nachlass
Testamentarisch verfügt wurde 2005 die hace-Stiftung mit einem Kapitalvermögen von 510000 Euro von Klaus Karsten etabliert. Zu ihren Aufgaben gehört die Förderung der Verwendung semantischer Typografie.
Bis heute wird der von hace entworfene Abreißkalender hace1900 produziert und verkauft. Seine Arbeiten sind und waren außerdem im Museum of modern Arts ausgestellt, sowie in Museen in Deutschland, Rumänien, Ungarn, Bulgarien, Tschechoslowakei, Österreich, Japan, Indien, Schweiz, Niederlande, Frankreich, Belgien und Holland.